# Ciao Mara
Ciao Mara è stato un programma televisivo italiano andato in onda su Canale 5 nell'autunno 1997, dall'8 settembre fino alla fine di novembre, nella fascia del mezzogiorno, con la conduzione di Mara Venier.

## La trasmissione
Voluta dal direttore di Canale 5 Giampaolo Sodano e condotta da Mara Venier, che debuttò così sulle reti Mediaset dopo il grande successo ottenuto su Rai 1 con Domenica in, la trasmissione era un talk show in onda tra le 11.30 e le 13 che trattava, giorno dopo giorno, temi sempre diversi e legati alle notizie e le curiosità del periodo. Facevano parte del cast anche la cantante Nilla Pizzi, Niki Giustini, Graziano Salvadori e l'orchestra "Sempre pronti" di Nello Buongiorno e Mimmo Sessa.
Il programma andava in onda dallo Studio 1 del Centro Safa Palatino di Roma, per la regia di Giuliana Baroncelli.
Non mancavano i giochi telefonici, piatto forte delle trasmissioni di intrattenimento del mattino fino a quel periodo, come l'"anticruciverba" e il "gioco dei nomi".
A partire dal mese di ottobre venne radicalmente modificato il format, cambiando il regista (Beppe Recchia sostituì la Baroncelli), la squadra d'autori e aggiungendo l'attualità alla trasmissione.

### Accoglienza e critiche
La trasmissione ottenne un buon riscontro dal punto di vista degli ascolti nella prima puntata, che registrò due milioni di spettatori pari al 23,45%, leggermente al di sotto della soglia d'ascolti promessa da Publitalia 80 agli inserzionisti pubblicitari, fissata sul 24%. Tuttavia, già alla quarta puntata la trasmissione aveva perso rapidamente ascoltatori fino a calare al 16% di share, perdendo 8 punti percentuali rispetto al debutto. Gli ascolti non si risollevarono nel corso delle settimane, rimanendo sempre al medesimo livello, subendo anche la concorrenza interna di Forum, condotto da Paola Perego alla medesima ora su Rete 4. Nel mese di ottobre, nonostante alcuni aggiustamenti al format, gli ascolti crollarono al 13% di share e infine all'11%.
A causa dei bassi ascolti, la trasmissione fu sospesa al termine del mese di novembre 1997, dopo tre mesi di programmazione, venendo sostituita nella medesima fascia oraria da un nuovo talk show condotto da Rita dalla Chiesa, Signore mie.
La trasmissione non fu apprezzata neanche dalla critica, che la giudicò troppo limitante per la personalità della Venier rispetto alla sua precedente esperienza a Domenica in. Suscitò critiche anche la presenza di un maggiordomo di colore che, durante ogni puntata, apriva una porta per far entrare gli ospiti nel salotto della Venier: per questo motivo, gli autori della trasmissione e la stessa conduttrice vennero tacciati di razzismo.